# 福米村 (鳥取県東伯郡)
福米村（ふくよねそん）は、鳥取県東伯郡にあった村。現在の倉吉市の一部にあたる。

## 地理
国府川中流の扇状平野に位置していた。
- 河川：志村川[3]
- 山岳：高城山[4]

## 歴史
- 1889年（明治22年）10月1日、町村制の施行により、久米郡上福田村、下福田村、上米積村、下米積村が合併して村制施行し、福米村が発足[1][2]。旧村名を継承した上福田、下福田、上米積、下米積の4大字を編成[2]。久米郡西志村、東志村と組合村を結成し、組合村役場を福米村大字上福田に設置[2]。
- 1896年（明治29年）4月1日、郡の統合により東伯郡に所属[2]。
- 1917年（大正6年）12月1日、東伯郡西志村、東志村と合併し高城村を新設して廃止された[1][2]。合併後、高城村大字上福田・下福田・上米積・下米積となる[2]。

### 地名の由来
合併旧村名の福田と米積の頭文字を組み合わせたもの。

## 産業
- 農業[3]

## 教育
- 1873年（明治9年）志村谷学校開校[3]。1893年（明治26年）上福田尋常小学校に改称[3]。1900年（明治33年）高等科設置[3]。（現倉吉市立高城小学校）

## 名所・旧跡
- 阿弥大寺古墳群（国指定史跡）[4]